# 구레하역
구레하역(일본어: 呉羽駅, くれはえき)은 일본 도야마현 도야마시에 있는 아이노카제토야마 철도의 철도역이다.

## 역 구조
2면 3선 구조의 지상역이다. 역사는 단식 구조인 1번 승강장 쪽에 있으며, 섬식 승강장과는 구름다리로 이어져 있다.
도야마 지역 철도부가 관리하는 업무 위탁역으로, 영업은 JR 서일본 가나자와 메인텍이 대신 하고 있다. 오전 7시부터 오후 7시 30분까지 역무원들이 교대로 역을 관리하며, 나머지 시간대에는 무인역이 된다.

### 승강장
| 1 | ■ 아이노카제토야마 철도선 | 다카오카 · 가나자와 방면 |  |
| 2 | ■ 아이노카제토야마 철도선 | 다카오카 · 가나자와 방면 |  |
| 3 | ■ 아이노카제토야마 철도선 | 도야마 · 나오에쓰 방면   |  |

2번 승강장은 상행선 열차가 특급 열차를 대피할 때 사용한다.

## 역사
- 1908년 11월 3일: 관설철도 (뒷날의 일본국유철도) 호쿠리쿠 본선 고스기 역 ~ 도야마 역 사이에 신설 개업.
- 1987년 4월 1일: 민영화에 따라 서일본 여객철도의 소속이 되었다.
- 2015년
  - 3월 14일: 호쿠리쿠 신칸센의 연장 개통에 따라 아이노카제토야마 철도로 소속이 이관되었다.
  - 3월 26일: ICOCA 도입.

## 인접역
| 아이노카제토야마 철도 ■ 아이노카제토야마 철도선 | 아이노카제토야마 철도 ■ 아이노카제토야마 철도선 | 아이노카제토야마 철도 ■ 아이노카제토야마 철도선 |
| ----------------------------------------------- | ----------------------------------------------- | ----------------------------------------------- |
| 고스기 가나자와 방면                            | 보통                                            | 도야마 우오즈 방면                              |